# This Is Not a Test!
Albums de Missy Elliott
Under Construction
(2002) The Cookbook
(2005)
Singles
1. Pass That Dutch
Sortie : 14 octobre 2003
2. I'm Really Hot
Sortie : 23 mars 2004

This Is Not a Test! est le cinquième album studio de Missy Elliott, sorti le 25 novembre 2003.
L'album s'est classé 3e au Top R&B/Hip-Hop Albums et 13e au Billboard 200 et a été certifié disque de platine par la Recording Industry Association of America (RIAA) le 17 décembre 2002.
Slant Magazine l'a classé à la 87e place des « 100 meilleurs albums des années 2000 ».

## Liste des titres
Tous les titres sont produits par Missy Elliott et Timbaland, sauf mention contraire.
| No  | Titre                                                                                           | Contient un (des) sample(s) de | Durée |
| --- | ----------------------------------------------------------------------------------------------- | --- | ----- |
| 1.  | Baby Girl Interlude/Intro (featuring Mary J. Blige)                                             | | 2:13  |
| 2.  | Bomb Intro/Pass That Dutch                                                                      | Magic Mountain d'Eric Burdon and War The Rapper (en) des Jaggerz Potholes in My Lawn de De La Soul Don't Let Me Be Misunderstood de Santa Esmeralda Scenario de A Tribe Called Quest featuring Leaders of the New School | 3:37  |
| 3.  | Wake Up (featuring Jay-Z)                                                                       | | 4:06  |
| 4.  | Keep It Movin' (featuring Elephant Man)                                                         | I Know I've Been Wrong de Mashmakhan | 3:39  |
| 5.  | Is This Our Last Time (featuring Fabolous – Produit par Soul Diggaz)                            | The Second Time Around de Shalamar | 5:26  |
| 6.  | Ragtime Interlude/I'm Really Hot                                                                | Buffalo Gals de Malcolm McLaren Release Yourself d'Aleem Doin It de LL Cool J featuring Leshaun Live Convention '80 Pt. 3 de DJ Grand Wizard Theodore                                                                    | 3:30  |
| 7.  | Dats What I'm Talkin About (featuring R. Kelly – Produit par Missy Elliott, Timbaland et Nisan) | | 4:48  |
| 8.  | Don't Be Cruel (featuring Monica et Beenie Man)                                                 | Push It de Salt-n-Pepa | 4:33  |
| 9.  | Toyz Interlude/Toyz (Produit par Missy Elliott, Timbaland et Craig Brockman)                    | | 2:52  |
| 10. | Let It Bump                                                                                     | I Cram to Understand U de MC Lyte | 2:50  |
| 11. | Pump It Up (featuring Nelly)                                                                    | Please, Please, Please de James Brown and The Famous Flames | 3:05  |
| 12. | It's Real                                                                                       | Love Has Fallen on Me de Chaka Khan | 2:52  |
| 13. | Let Me Fix My Weave                                                                             | Please Understand de MC Lyte | 3:59  |
| 14. | Spelling Bee Interlude/Spelling Bee                                                             | | 3:34  |
| 15. | I'm Not Perfect (featuring The Clark Sisters – Produit par Missy Elliott, Timbaland et Nisan)   | | 3:49  |
| 16. | Outro (featuring Mary J. Blige)                                                                 | | 1:21  |